# Kazimierz Wardyn
Kazimierz Andrzej Wardyn – polski nefrolog, profesor nauk medycznych, pracownik naukowy Warszawskiego Uniwersytetu Medycznego.

## Życiorys
W 1995 r. habilitował się na podstawie pracy zatytułowanej Skoniugowane estrogeny naturalne w prewencji osteoporozy u kobiet po menopauzie. W 2004 r. uzyskał tytuł profesora nauk medycznych. Jest profesorem w Katedrze i Zakładzie Medycyny Rodzinnej na Wydziale Lekarskim Warszawskiego Uniwersytetu Medycznego; w katedrze tej pełnił też funkcję kierownika. Pracował także na stanowisku profesora zwyczajnego na Wydziale Zamiejscowym AHE w Warszawie Akademii Humanistyczno-Ekonomicznej w Łodzi.

## Odznaczenia
- Złoty Krzyż Zasługi (2007)[3]